# Leon (cantante)
Jürgen Göbel (Lippetal, Renania del Norte-Westfalia; 4 de abril de 1969), más conocido como Leon, es un cantante alemán mayormente conocido por su participación en el Festival de la Canción de Eurovisión 1996, cuando fue controvertidamente eliminado en una semifinal no televisada.

## Eurovisión 1996
Leon formó parte de la selección nacional alemana de 1996 para representar a su país en el Festival de la Canción de Eurovisión con la canción "Planet of Blue" mediante el sistema de televoto. Es una canción muy contemporánea, con influencias tecno, con el que se esperaba un buen desempeño en el concurso. Participaron 29 países (sin contar al anfitrión, Noruega), y se decidió hacer una ronda clasificatoria no televisada con 22 cupos; Alemania quedó en el 24.º puesto. La inesperada eliminación de Alemania (y de otros países) del festival, hizo que este le exigiera explicaciones a la Unión Europea de Radiodifusión (EBU) frente a la polémica situación, lo que llevó a que tiempo después, dicha entidad creara el también controvertido "Big Four" o "Big Five" (con la inclusión de Italia desde su retorno en 2011), compuesto por los países que aportan con mayor dinero a la realización del certamen, es decir, Alemania, Reino Unido, España, Francia y desde 2011, Italia. Con esto, se garantizó un cupo en la celebración final de dichos países.
Sin perder la esperanza, Leon volvió a participar en la selección alemana para Eurovisión 1997 con la canción "Schein (meine kleine Taschenlampe)", con la que finalizó en 2.º lugar. Actualmente, Leon sigue trabajando y produciendo material discográfico.

## Discografía

### Sencillos
- 1996: "Planet of Blue"
- 1996: "Loving You"
- 1996: "Follow Your Heart"
- 1997: "Schein (meine kleine Taschenlampe)"
- 1998: "Hast du Ihn geküsst"
- 1998: "Bloss so'n Flirt"
- 1999: "Mayday Mayday"
- 2001: "Donde vas"
- 2004: "Mi amor"
- 2005: "C'est passeé"
- 2006: "Den Mond berühren"
- 2007: "Schau in mein Herz"
- 2008: "Soleil Bonjour"
- 2009: "C'est fini, ma chérie"

### Álbumes de estudio
- 1996: Leon
- 1998: Einfach verknallt